# Alchemilla lineata
Alchemilla lineata är en rosväxtart som beskrevs av Robert Buser. Alchemilla lineata ingår i släktet daggkåpor, och familjen rosväxter. Inga underarter finns listade i Catalogue of Life.